# Departamento Formosa
Das Departamento Formosa liegt im Südosten der Provinz Formosa im Norden Argentiniens und ist eine von neun Verwaltungseinheiten der Provinz. Es grenzt im Norden an das Departamento Pilcomayo, im Osten an Paraguay, im Süden an das Departamento Laishí und im Westen an das Departamento Pirané.
Die Hauptstadt des Departamento Formosa ist das gleichnamige Formosa.

## Bevölkerung
Nach Schätzungen des INDEC stieg die Zahl der Einwohner im Departamento Formosa von 210.071 (2001) auf 248.349 Einwohner im Jahre 2005.

## Gliederung
Das Departamento Formosa gliedert sich in Formosa, eine Gemeinde erster Kategorie, die Comisiones de Fomento Colonia Pastoril, Gran Guardia und San Hilario, die Juntas Vecinales Provinciales Mariano Boedo, Mojón de Fierro, Villa del Carmen und Villa Trinidad.
Koordinaten: 26° 6′ S, 58° 18′ W